# Kistenstapeln

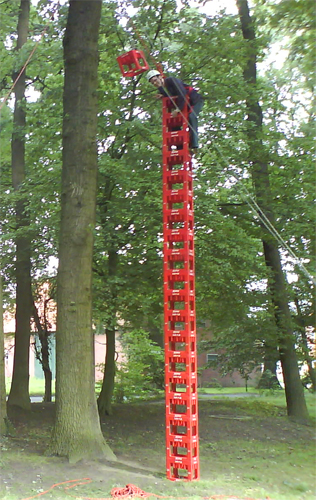
Kistenstapeln

Kistenstapeln, auch Kistenklettern, in der Schweiz Harassenklettern genannt, ist eine Freizeitaktivität, bei der Getränkekisten aufeinandergestapelt werden und der entstehende Kistenturm bestiegen wird.

## Durchführung
Das Ziel des Kistenstapelns besteht darin, möglichst viele Kisten aufeinanderzustapeln, bevor der Turm ins Wanken gerät und zu Fall kommt.
Da üblicherweise bis zum Fall gestapelt wird, wird die stapelnde Person immer mit Anseilgurt und Kletterseil gesichert, so dass sie nicht abstürzt, sondern im Seil hängt und langsam wieder auf den Boden abgelassen werden kann. Der benötigte Umlenkpunkt für das Sicherungsseil sollte sich über dem höchsten Punkt befinden, den der Kistenstapel erreichen kann. Da es sich bei den Kletterern meist um Personen ohne Sturzerfahrung im Vorstieg handelt, darf der Umlenkpunkt nicht überklettert werden. Beim Sichern sind die Seildehnung und das Nachgeben der Sicherung zu berücksichtigen. Als Aufhängung eignen sich Kräne, Drehleitern, Bäume oder Gebäude mit ausreichenden Sicherungsmöglichkeiten. Auf den Umlenkpunkt wirkt die vielfache Gewichtskraft des Kletternden, sodass der Umlenkpunkt eine Mindesttraglast von 25 kN aufweisen muss. Aus Sicherheitsgründen sollten nur erfahrene und unterwiesene Personen sichern.
Oft reicht es, dem Kletternden die Kisten anzureichen oder zuzuwerfen, bei größeren Höhen hat sich eine Anreichstange oder ein Seilaufzug bewährt.
Besonders diejenige Person, die dem Kletternden die Kisten anreicht, sollte einen Schutzhelm tragen, das kann bei dem Sichernden auch nötig sein, je nachdem aus welchem Abstand er sichert. Das Publikum sollte einen genügenden Abstand zu den zu Boden stürzenden Kisten einhalten, die oft noch weit „rollen“. Um dies zu vermeiden, werden in einer Variante die oben auf den Stapel gesetzten Kisten mit einem Karabinerhaken an einem eigenen Sicherungsseil befestigt, so dass beim Zusammensturz des Stapels die Kisten an dem Sicherungsseil herabrutschen.
Es gibt die Variation der ‚Doppel-Kiste‘, bei der zwei Kistentürme direkt nebeneinander gestapelt werden. Hierbei steht der Kletternde auf dem eine Kiste höheren Turm, während der andere Turm um zwei Kisten erhöht wird. Dann wechselt der Kletternde (hier eher Treppenläufer) den Turm und das Ganze wiederholt sich. So können einfacher große Höhen erreicht werden.
Größere Bekanntheit hat das Kistenklettern durch die Wetten, dass..?-Sendung vom 8. Oktober 1988 erreicht, bei der es als Wette auftauchte.
Es gibt verschiedene Intentionen, mit denen es ausgeführt wird: Zum einen der Geschicklichkeitswettstreit, wobei die Geschicklichkeit – oder besser der Gleichgewichtssinn – gegenüber dem Wettstreit im Vordergrund steht, da üblicherweise nur einer klettert und es für die meisten die Herausforderung ist, den eigenen Rekord zu verbessern, zum anderen die Überwindung eigener Ängste, insbesondere der Höhenangst. Auch eine gruppendynamische Komponente kommt hinzu, da der Kletternde dem Sichernden vertrauen muss. Darüber hinaus stellt die Kistenstapelaktion einen Gruppenprozess mit entsprechendem Lernerfolg dar.